# Błażej Peszek
Błażej Peszek (ur. 7 listopada 1970) – polski aktor i reżyser teatralny.

## Życiorys
Syn Teresy i aktora Jana Peszka, brat Marii Peszek
W 1992 zadebiutował na scenie Teatru im. Słowackiego w Krakowie jako Edmund i porucznik w komedii Aleksandra Fredry Damy i Huzary w reżyserii Mikołaja Grabowskiego. Zagrał potem Efraima Grüna w przedstawieniu impresaryjnym Witkacego Wariat i zakonnica w reż. swojego ojca.
W 1993 ukończył krakowską PWST. W latach 1993–2003 grał w Teatrze im. Słowackiego w Krakowie.
W 1998 zdobył wyróżnienie jury za rolę Pekosia w spektaklu Obywatel Pekoś Tadeusza Słobodzianka w reż. Mikołaja Grabowskiego w krakowskim Teatrze im. Słowackiego.
W 1999 na deskach Teatru Scena STU wystąpił jako Albin w komedii fredrowskiej Śluby panieńskie.
Od roku 2003 związał się ze Starym Teatrem w Krakowie. Występował też gościnnie w Stowarzyszeniu Teatralnym „Łaźnia”, Teatrze Nowym w Łodzi (1999-2003) i Teatrze Miejskim w Lesznie (2012).
Jest mężem aktorki Katarzyny Krzanowskiej-Peszek, z którą ma córkę.

## Wybrana filmografia
- 1984: Rozalka Olaboga
- 2005: Boża podszewka II jako asystent Łazurki
- 2006: Wielkie ucieczki jako milicjant
- 2011–2012: Julia jako biznesmen Igor Bartnicki
- 2012: Czas honoru
- 2017: Ojciec Mateusz jako Mirosław Woźniak
- 2025: Dziadku, wiejemy! jako Jeremi w młodości